# Myanmar op de Olympische Zomerspelen 2008
Myanmar nam deel aan de Olympische Zomerspelen 2008 in Peking, China. Myanmar (Birma) debuteerde op de Zomerspelen in 1948 en deed in 2008 voor de vijftiende keer mee. Net als bij de veertien voorgaande deelnames won Myanmar geen medaille.

## Deelnemers en resultaten
De deelnemers bij het boogschieten en kanovaren namen deel op uitnodiging van de Olympische tripartitecommissie.
 (m) = mannen, (v) = vrouwen 

### Atletiek
| Olympiër    | Discipline | Resultaat | Prestatie                 |
| ----------- | ---------- | --------- | ------------------------- |
| Soe Min Thu | 5000m (m)  | 39e       | serie 1: 14de in 15.50,56 |
|             |            |           |                           |
| Lai Lai Win | 200m (v)   | 43e       | serie 4: 8ste in 24,37    |

### Boogschieten
| Olympiër     | Discipline      | Resultaat | Prestatie                                                                        |
| ------------ | --------------- | --------- | -------------------------------------------------------------------------------- |
| Nay Myo Aung | individueel (m) | 43e       | plaatsingsronde: 52ste met 637 punten 1ste ronde: V van POL Dobrowolski: 106-110 |

### Kanovaren
| Olympiër           | Discipline    | Resultaat | Prestatie                                                 |
| ------------------ | ------------- | --------- | --------------------------------------------------------- |
| Phone Myint Tayzar | K-1 500m (m)  | 24e       | serie 4: 7de in 1.48,179 halve finale 3: 8ste in 1.55,300 |
| Phone Myint Tayzar | K-1 1000m (m) | 19e       | serie 1: 8ste in 3.53,578                                 |

### Roeien
| Olympiër      | Discipline | Resultaat | Prestatie |
| ------------- | ---------- | --------- | --- |
| Shwe Zin Latt | skiff (v)  | 21e       | serie 4: 4de in 8.42,23 kwartfinale 2: 6de in 8.17,76 halve finale C/D: 5de in 8.24,23 finale D: 3de in 8.00,05 |

### Zwemmen
| Olympiër | Discipline         | Resultaat | Prestatie             |
| -------- | ------------------ | --------- | --------------------- |
| Kyaw Zin | 50m vrije slag (m) | 77e       | serie 4: 3de in 26,17 |

Afghanistan · Albanië · Algerije · Amerikaanse Maagdeneilanden · Amerikaans-Samoa · Andorra · Angola · Antigua en Barbuda · Argentinië · Armenië · Aruba · Australië · Azerbeidzjan · Bahama's · Bahrein · Bangladesh · Barbados · België · Belize · Benin · Bermuda · Bhutan · Bolivia · Bosnië en Herzegovina · Botswana · Brazilië · Britse Maagdeneilanden · Bulgarije · Burkina Faso · Burundi · Cambodja · Canada · Centraal-Afrikaanse Republiek · Chili · China · Chinees Taipei · Colombia · Comoren · Congo-Brazzaville · Congo-Kinshasa · Cookeilanden · Costa Rica · Cuba · Cyprus · Denemarken · Djibouti · Dominica · Dominicaanse Republiek · Duitsland · Ecuador · Egypte · El Salvador · Equatoriaal-Guinea · Eritrea · Estland · Ethiopië · Fiji · Filipijnen · Finland · Frankrijk · Gabon · Gambia · Georgië · Ghana · Grenada · Griekenland · Groot-Brittannië · Guam · Guatemala · Guinee · Guinee‑Bissau · Guyana · Haïti · Honduras · Hongarije · Hongkong · Ierland · IJsland · India · Indonesië · Irak · Iran · Israël · Italië · Ivoorkust · Jamaica · Japan · Jemen · Jordanië · Kaaimaneilanden · Kaapverdië · Kameroen · Kazachstan · Kenia · Kirgizië · Kiribati · Koeweit · Kroatië · Laos · Lesotho · Letland · Libanon · Liberia · Libië · Liechtenstein · Litouwen · Luxemburg · Macedonië · Madagaskar · Malawi · Malediven · Maleisië · Mali · Malta · Marshalleilanden · Marokko · Mauritanië · Mauritius · Mexico · Micronesië · Moldavië · Monaco · Mongolië · Montenegro · Mozambique · Myanmar · Namibië · Nauru · Nederland · Nederlandse Antillen · Nepal · Nicaragua · Nieuw-Zeeland · Niger · Nigeria · Noord-Korea · Noorwegen · Oeganda · Oekraïne · Oezbekistan · Oman · Oostenrijk · Oost‑Timor · Pakistan · Palau · Palestina · Panama · Papoea-Nieuw-Guinea · Paraguay · Peru · Polen · Portugal · Puerto Rico · Qatar · Roemenië · Rusland · Rwanda · Saint Kitts en Nevis · Saint Lucia · Saint Vincent en Grenadines · Salomonseilanden · Samoa · San Marino · Sao Tomé en Principe · Saoedi-Arabië · Senegal · Servië · Seychellen · Sierra Leone · Singapore · Slovenië · Slowakije · Soedan · Somalië · Spanje · Sri Lanka · Suriname · Swaziland · Syrië · Tadzjikistan · Tanzania · Thailand · Togo · Tonga · Trinidad en Tobago · Tsjaad · Tsjechië · Tunesië · Turkije · Turkmenistan · Tuvalu · Uruguay · Vanuatu · Venezuela · Verenigde Arabische Emiraten · Verenigde Staten · Vietnam · Wit-Rusland · Zambia · Zimbabwe · Zuid-Afrika · Zuid-Korea · Zweden · Zwitserland
Uitgesloten van deelname: Brunei